# ジョシュア・ブライ
ジョシュア・ミルトン・ブライ（英語: Joshua Milton Blahyi、1971年9月30日 - ）は、リベリアの福音派牧師・作家である。第一次リベリア内戦において、お尻丸出し将軍（英語: General Butt Naked）の異名で知られる民兵指導者として活動した。戦時中、リベリア民主主義統一開放運動（ULIMO）に所属する民兵組織を主導したが、キリスト教に回心し、1996年に牧師となった。

## 生い立ち

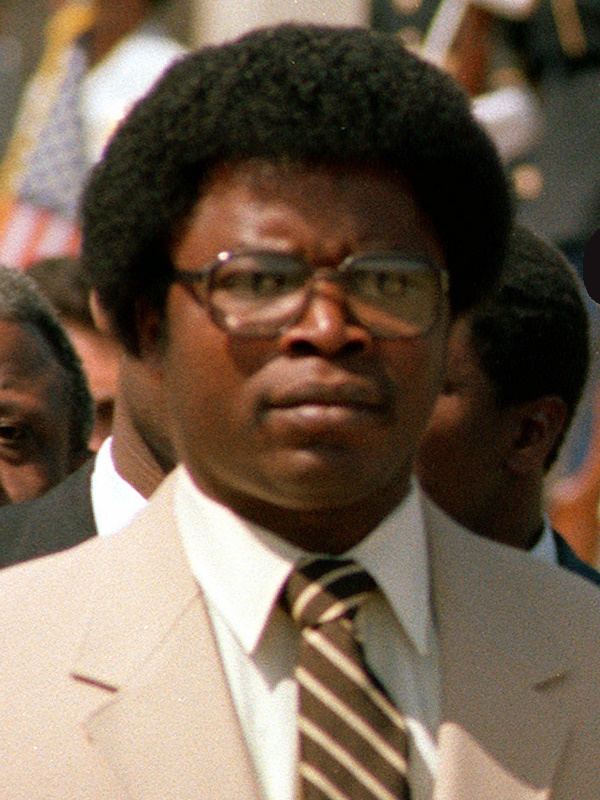
サミュエル・ドウ

1971年9月30日、リベリアの首都・モンロビアで誕生した。彼の出自はリベリア南部・シノエ郡のクラン人家庭であったが、当時のクラン人社会において、児童の生贄や黒魔術は一般的であった。7歳のとき、ブライの父は彼の親権を部族の長老に委託した。彼らはブライを戦士として育て、1982年、11歳のときには大祭司（high priest）となるための手ほどきを与えた。彼の回顧録によれば、大祭司の役割には人身御供の監督もあった。彼は他のクラン人祭司と同様、幻視をもって誰を生贄とするか定め、その名前を村の長老に伝えた。そののち彼は犠牲者の家までの行列を先導し、犠牲者を誘拐し、生贄として祭壇に捧げた。ブライは呪いを唱え、犠牲者はばらばらに解体された。
1980年、リベリア軍（AFL）の曹長であったサミュエル・ドウはクーデターをおこし（1980年リベリアクーデター）、当時の大統領であったウィリアム・トルバートを打倒した。ブライによれば、新政権は彼を黒魔術祭司として雇用し、1985年リベリア総選挙に影響を与えるための儀式をおこなわせた。とはいえ、ドウ陣営の勝利には、敵対陣営の投票用紙のほとんどを焼き捨てるといった、より実践的手段が功を奏した。ブライの述懐によれば、彼がドウを支持したのは彼もまたクラン人であるという、共通の民族的背景にもとづくものであった。

## 戦時中の活動

チャールズ・テイラー

1989年、リベリア国民愛国戦線（NPFL）指導者のチャールズ・テイラーは、ドウに反旗を翻した。これにより、第一次リベリア内戦がはじまった。1990年にドウが殺害され、政権が崩壊すると、翌1991年にはクラン人およびマンディンカ人難民と、AFL残党によりリベリア民主主義統一開放運動（ULIMO）が組織された。ブライはULIMOに入隊し、リベリアのほとんどの地域を支配下におくようになった、NPFLおよびその関連勢力との戦闘をおこなった。
内戦期、ブライは民兵の指導者となり、おもに少年兵からなる数十人の戦闘員を組織するようになった。全裸基地作戦部隊（英語: Naked Base Commandos）の名前で知られる彼の部隊は、おもにモンロビア近郊で活動した。ブライをはじめとするこの部隊の構成員は、靴と魔除けのみをつけ、全裸で行動した。このことから、ブライはお尻丸出し将軍（英語: General Butt Naked）の異名で知られるようになった。彼は、全裸になることによって自分たちは「銃弾に対する免疫」をつけることができると主張した。内戦中、彼らは人身御供や人肉食といった、無数の残虐行為をおこなった。彼は戦後、当時の自分は悪魔からの幻視を受け取っていたと主張した。この幻視において悪魔は、ブライは偉大な戦士になれるだろうと語りかけ、その力を強めるためには人身御供と人肉食が必要であると述べたという。ブライは内戦期自らが率いておこなった残虐行為について、「時折、私は子どもが遊んでいる水場に立ち入った。水中に潜り、ひとりを掴み、引きずり込んで首をへし折った。私は時折こうした事故をおこした。時折人びとをなぶり殺した」と回想している。ブライは自らの兵士の神経を高ぶらせ、命令に喜んで従わせるために向精神薬を用いた。彼が述懐するところによれば、全裸基地作戦部隊が街を征服したときはいつでも「生贄を捧げなければならなかった。兵士は生きた子どもをつれてくるのでそれを屠殺し、心臓をえぐり出して食べた」という。全裸基地作戦部隊をはじめとする民兵部隊は、利益源となる国内のダイヤモンド鉱山や金鉱山をめぐり相争った。ブライはメキシコの麻薬カルテルと取引をおこない、金やダイヤモンドと引き換えに武器とコカインを手に入れた。
1996年4月6日、NPFLはULIMOの指導者であるルーズベルト・ジョンソンを逮捕すべく、モンロビア地域で作戦を展開した。ブライをはじめとする、ジョンソンに味方する民兵はこれに武力対抗した。この対立を通して激しい銃撃戦が立ち起こり、最終的にはモンロビアの人口の半分が強制移住させられることとなった。『ザ・ニューヨーカー』誌のデイモン・テイバー（Damon Tabor）によれば、戦闘に立ちあったある者は、「片手にアサルトライフル、もう片手に切断された男性器を持った」ブライがトラックの上に立っているのを目撃したという。

## 回心
内戦が終わりに差し掛かった1996年、彼いわく「自らの手が子どもの血に染まっているのを目にしたとき」、ブライはイエスの幻視を見たという。イエスは彼に「奴隷となるのをやめるよう語りかけた」という。この幻視をみたのち、ブライはキリスト教に回心し、福音主義の説教者として、内戦期の部下とともに、ガーナのリベリア難民に対する援助活動をおこなった。2006年以降、彼はモンロビアのスラムを訪問するようになり、同地に住む元少年兵とかかわり、その援助をするため尽力した。2007年、ブライは元少年兵やストリートチルドレンの社会復帰を支援する非政府組織である「Journeys Against Violence」を設立した。

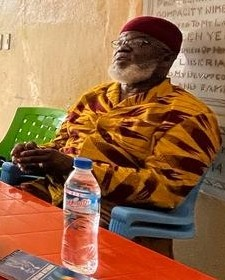
プリンス・ジョンソン

2008年、ブライは同国の民兵指導者としてははじめて、リベリア真実和解委員会での証言をおこなった。これは、内戦の終結後リベリア議会に設立された、第一次および第二次リベリア内戦におこなわれたといわれる残虐行為について捜査するための委員会であった。国内のテレビ放送で生中継されたこの証言において、彼は自らおよび全裸基地作戦部隊によりおこなわれた殺人の犠牲者は少なくとも20,000人にのぼると述べた。彼は委員会から訴追免責の提言をうけた。リベリアにおいて、彼の証言はさまざまに受け止められた。彼は公然と称賛されることもあれば、戦時中の残虐行為について批判されることもあった。彼の証言は複数の国内メディアのトップ記事を飾ることとなり、『デイリー・メール』や『ヴァイス・メディア』といった複数の国外メディアも彼を取材した。ブライは、リベリアの戦争犯罪者を訴追するため法廷を設立することを要求している。彼は、かつて民兵指導者であり、現在はリベリア上院議員であるプリンス・ジョンソンのような人物は、「内戦期におこした残虐行為および戦争犯罪について、各個人の役割と各部隊の行動の説明責任を果たすため」法廷に出廷すべきであると主張する。リベリアで放送された対談番組において、彼は自分の行為によって子どもを失った親や、親を失った子どもを思い、ほとんど常に後悔の日々を送っていると語った。
福音派の説教者としての経歴を通して、ブライは国外から多くの支援者を得ている。たとえば、ニューヨーク・ウエストヴィレッジの牧師であるボージャン・ヤンチッチ（Bojan Jancic）などがそうである。彼は2013年にTaborいわく「小規模なキリスト教系出版社」であるDestiny Image Publishersから上梓された、ブライの自伝である『The Redemption of an African Warlord』に序文を記し、いわく「タルソスのサウロのダマスカスへの道での回心以来、私はここまで人を感動させずにはおかない回心の物語を耳にしたことはない」と論じている。

## 大衆文化において
ブライの悪名と公開証言は、大衆文化にも影響を与えた。2010年、『Vice News』は、紀行シリーズ「The Vice Guide to Travel」の一番組として、「リベリア 混迷の原点（英語: The Vice Guide to Liberia）」を発表した。同番組は、ブライがモンロビアの元少年兵に説法をする様子を撮影した。
2011年、映画監督のエリック・シュトラウス（Eric Strauss）とダニエル・アナスタシオン（Daniele Anastasion）はブライを主題とするドキュメンタリーである「The Redemption of General Butt Naked」を制作した。このドキュメンタリーは、ULIMOにおける民兵指導者としてのブライの経歴と、回心後の生活について焦点をあてたものであり、かつての部下であった兵士を更生させ、自らの残虐行為の被害者と和解すべく、援助の手を差し伸べる彼の努力を記録している。また、2008年の戦争犯罪証言の記録映像が組み込まれている。このドキュメンタリーは好意的評価を得ている。『ハリウッド・リポーター』のカーク・ハニーカット（Kirk Honeycutt）はこの映画が「視聴者に自ら結論を出させるため、あらゆる個人的評価を」排除していることを称賛し、制作陣は「瓶の中の雷を捉える」ような奇跡的塩梅をたもっていると評価した。『Screen International』において、デイヴィット・ダーシー（David D'Arcy）も同様に好意的評価をくだし、制作陣がリベリア内戦の影響について描写していることを指摘し、このドキュメンタリーが「驚くほど映画的」で、「華麗な映像美」を有する「ジョン・ウォーターズの『I love ペッカー』以来の最良のタイトル」であると解説した。
2011年にトレイ・パーカー、ロバート・ロペス、マット・ストーンにより執筆された風刺ミュージカルである『ブック・オブ・モルモン』には、「お尻クソ丸出し将軍」（英語: General Butt Fucking Naked）なる人物が登場する。同人物は神の抵抗軍のジョゼフ・コニーをモデルとしているため、同劇において彼はウガンダの将軍として描かれる。パーカーは『Comingsoon.net』の取材に答え、「リベリアの民兵指導者は派手な名前をもっていて、僕らは『お尻丸出し将軍』っていう名前の奴がいることを知った。まあ彼のジョークをパクってきただけなんだ」と説明している。

#### ウェブサイト
- Bradshaw, Steve (2008年8月26日). “Warlord's quest for forgiveness”. BBC News.  BBC. 2022年2月20日閲覧。
- Capper, Andy (2010年1月27日). “The Vice Guide to Liberia”. CNN.  Warner Bros. Discovery. 2022年2月20日閲覧。
- D'Arcy, David (2011年1月22日). “The Redemption of General Butt Naked”. Screen International（英語版）.   Media Business Insight. 2022年4月30日閲覧。
- Daniels, Nicholas (2019年7月26日). “These 5 Book of Mormon songs are not for the faint-hearted”. London Theatre Direct（英語版）. 2022年2月20日閲覧。
- Dash, Leon (1980年4月23日). “Liberian Soldiers Taunt, Shoot 13 Former Leaders”. The Washington Post (Fred Ryan（英語版）) 2022年2月20日閲覧。
- Ford, John (2015年8月5日). “Hasa Diga, Offended People: This is the place for the Book of Mormon”. SLUG Magazine（英語版）.   Eighteen Percent Gray. 2022年5月1日閲覧。
- Honeycutt, Kirk (2011年1月27日). “SUNDANCE REVIEW: 'Redemption of General Butt Naked' an Intriguing, Bizarre Doc About a Former African Warlord”. The Hollywood Reporter.   Elisabeth D. Rabishaw. 2022年2月20日閲覧。
- Iaccino, Ludovica (2014年4月17日). “Hitler Worshippers, Cannibals, Apostles: Five of the Cruellest African Warlords”. International Business Times.  IBT Media（英語版）. 2022年2月20日閲覧。
- Johnson, Obediah (2021年6月3日). “Liberia: Ex-warlord "General Butt Naked" Wants Sen. Prince Johnson, Others, Tell Their Stories at War Crimes Court”. FrontPage Africa（英語版）. 2022年2月20日閲覧。
- Kohn, Eric (2011年1月23日). “Sundance Review: Moral Ambiguity Lingers in "The Redemption of General Butt Naked"”. IndieWire（英語版）.  Penske Media Corporation（英語版）. 2022年4月30日閲覧。
- Lesnick, Silas (2012年9月12日). “Trey Parker and Matt Stone Talk The Book of Mormon”. Comingsoon.net（英語版）.  Mandatory（英語版）. 2022年2月20日閲覧。
- Lengl, Kerry (2015年10月20日). “5 most shocking moments in Broadway's 'Book of Mormon'”. The Arizona Republic.  Gannett. 2022年5月1日閲覧。
- Margaritoff, Marco (2021年9月23日). “How General Butt Naked Went From A Ruthless Liberian Warlord To A Repentant Preacher”. All That’s Interesting. 2022年2月20日閲覧。
- Means, Sean (2011年1月24日). “'Gen. Butt Naked' found faith after war”. The Salt Lake Tribune（英語版）.   The Salt Lake Tribune, Inc.. 2022年2月20日閲覧。
- Paye-Layleh, Jonathan (2008年1月22日). “I ate children's hearts, ex-rebel says”. BBC News.  BBC. 2022年2月20日閲覧。
- Szoldra, Paul (2016年10月26日). “Notorious Liberian warlord 'General Buttnaked' wants money to rehabilitate the child soldiers he once trained”. Business Insider.  Insider Inc.（英語版）. 2022年2月20日閲覧。
- Tabor, Damon (6 March 2016). "The Greater the Sinner". The New Yorker. Condé Nast. 2022年2月20日閲覧。
- Toweh, Alphonso (2016年10月26日). “General Butt Naked's humanitarian rebirth tests Liberia's forgiveness”. Reuters.  Thomson Reuters. 2022年2月20日閲覧。
- Turan, Kenneth (2011年12月16日). “Year in Review: Kenneth Turan's best film picks of 2011”. Los Angeles Times. 2022年4月30日閲覧。
- Wareing, Adam (2019年6月13日). “Review: The Book of Mormon @ Palace Theatre, Manchester”. Mancunian Matters. 2022年5月1日閲覧。

#### 書籍
- Damrosch, Lori F. (1993). Enforcing Restraint: Collective Intervention in Internal Conflicts. Brookings Institution. ISBN 978-0-8760-9155-5